# Barrage de Pont-de-Salars
Le barrage de Pont-de-Salars est un barrage français du Massif central, situé sur le Viaur dans le département de l'Aveyron, en région Occitanie.

## Localisation
Le barrage de Pont-de-Salars se situe dans la vallée du Viaur, le principal affluent de l'Aveyron, sur la commune de Pont-de-Salars, dans le centre du département de l'Aveyron, sur le plateau du Lévézou.

## Histoire
Ce barrage a été construit de 1948 à 1952 et mis en service cette même année ; le maître d’ouvrage était Électricité de France qui exploite aujourd’hui l’installation.
Afin d'entretenir l'ouvrage et ses installations annexes, une vidange du lac a été réalisée en 1995 et une inspection de l'ouvrage a eu lieu en 2005.
Son exploitation, assurée par EDF, dépend de la concession de l'« aménagement hydroélectrique du Pouget » qui arrive à expiration en 2027.
En 2003, la crête déversante du barrage a été modifiée pour porter le débit évacué de 180 à 300 m3/s.
En janvier 2018, les fortes pluies sur le bassin versant du Viaur ont entraîné un débordement de l'eau par-dessus le barrage, le débit atteignant jusqu'à 50 m3/s.

## Caractéristiques

Carte du complexe hydroélectrique du Lévézou.

Le lac de Pont-de-Salars est relié par une galerie de 2 700 mètres de longueur et de 2,60 mètres de diamètre au lac de Bage dans lequel ses eaux se déversent.
Les eaux du Viaur retenues par le barrage de Pont-de-Salars et celles du Bage par le barrage du Bage sont détournées pour être remontées de 87 ou 98 mètres et refoulées dans le lac de Pareloup depuis la station de pompage de Bage, d'une puissance de 16,2 MW, via une galerie souterraine de 6 400 m de long. Elles participent à hauteur de 55 % à l'alimentation du lac de Pareloup.
Le barrage de Pont-de-Salars est un barrage voûte en béton établi sur le cours du Viaur dont les caractéristiques techniques sont les suivantes, :
- hauteur (par rapport au lit du cours d'eau) : 35,50 m ;
- hauteur (par rapport aux fondations) : 38 m ;
- longueur en crête : 243 m ;
- largeur en crête : 2,60 m ;
- largeur à la base : 13,54 m ;
- volume du barrage : 35 500 m3 ;
- débit de vidange : 145 m3/s[9] ;
- évacuation des crues : crête déversante.

Le barrage de Pont-de-Salars est l'un des neuf barrages de l'« aménagement hydroélectrique du Pouget » qui comporte six centrales électriques et qui produit annuellement 540 000 MWh, correspondant à la consommation de 220 000 habitants.
Faisant partie des 89 « grands barrages » français (ceux ayant plus de vingt mètres de hauteur et plus de quinze millions de mètres cubes de volume de retenue), un plan particulier d'intervention en rapport avec un éventuel risque de rupture a été défini.

## Retenue
À une altitude maximale de 718 mètres NGF, son lac de retenue aux rives très découpées, le lac de Pont-de-Salars, est long de huit kilomètres et s'étend sur 182 hectares.
La retenue baigne la commune où est érigé le barrage : Pont-de-Salars à l'ouest et au sud (environ 57 % de la superficie du lac) ainsi que deux autres : Le Vibal au nord-est (37 %) et marginalement Ségur à l'est (6 %). En dehors du Viaur, le lac est également alimenté par une douzaine de ruisseaux, parmi lesquels ceux de la Brauge, de Cadousse, des Combes, de la Franquèze et des Pesquiés.
Le volume total de la retenue est de 20,6 millions de mètres cubes dont 14,55 utiles.

## Photothèque

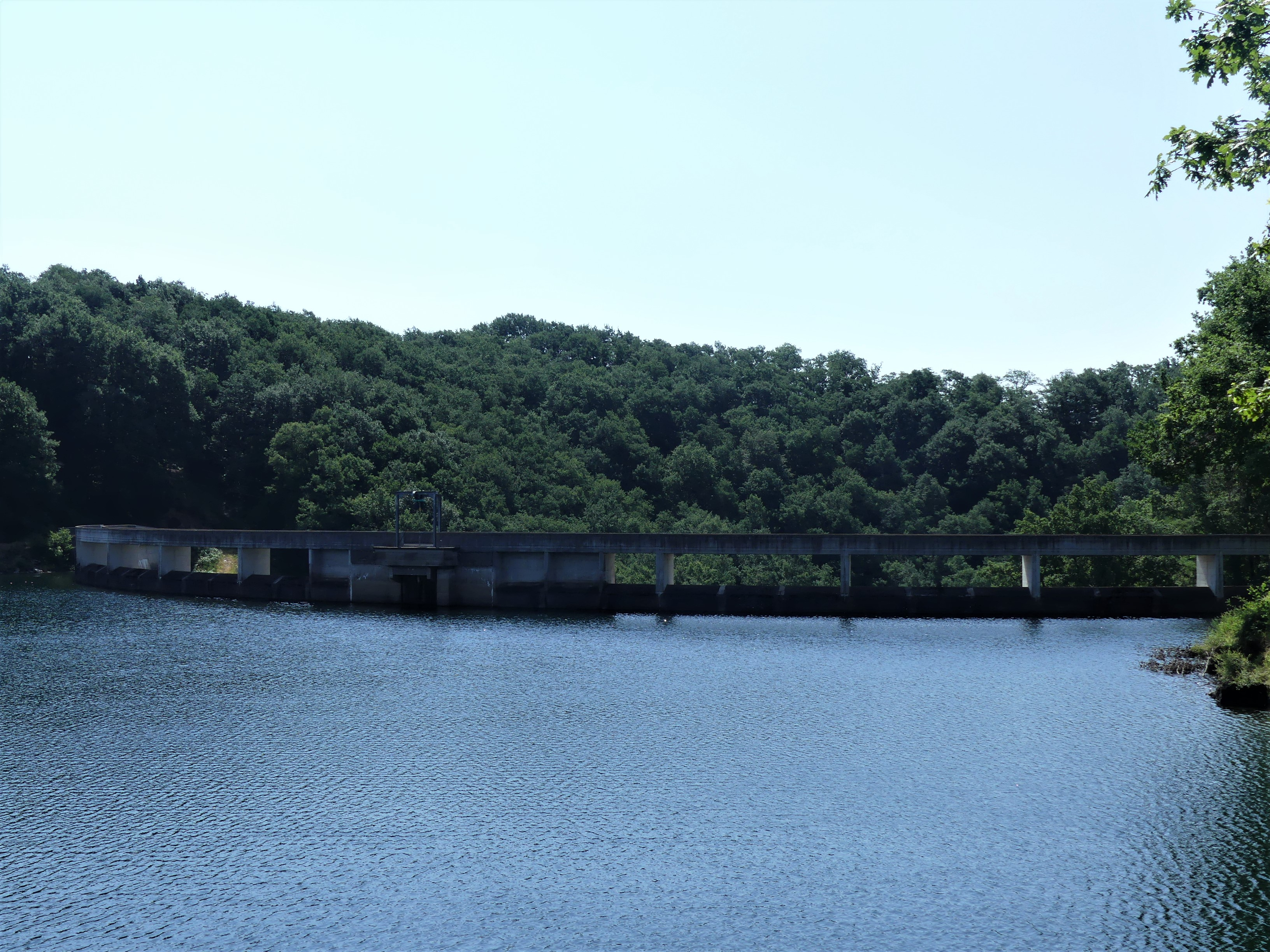
Le barrage vu depuis le nord.
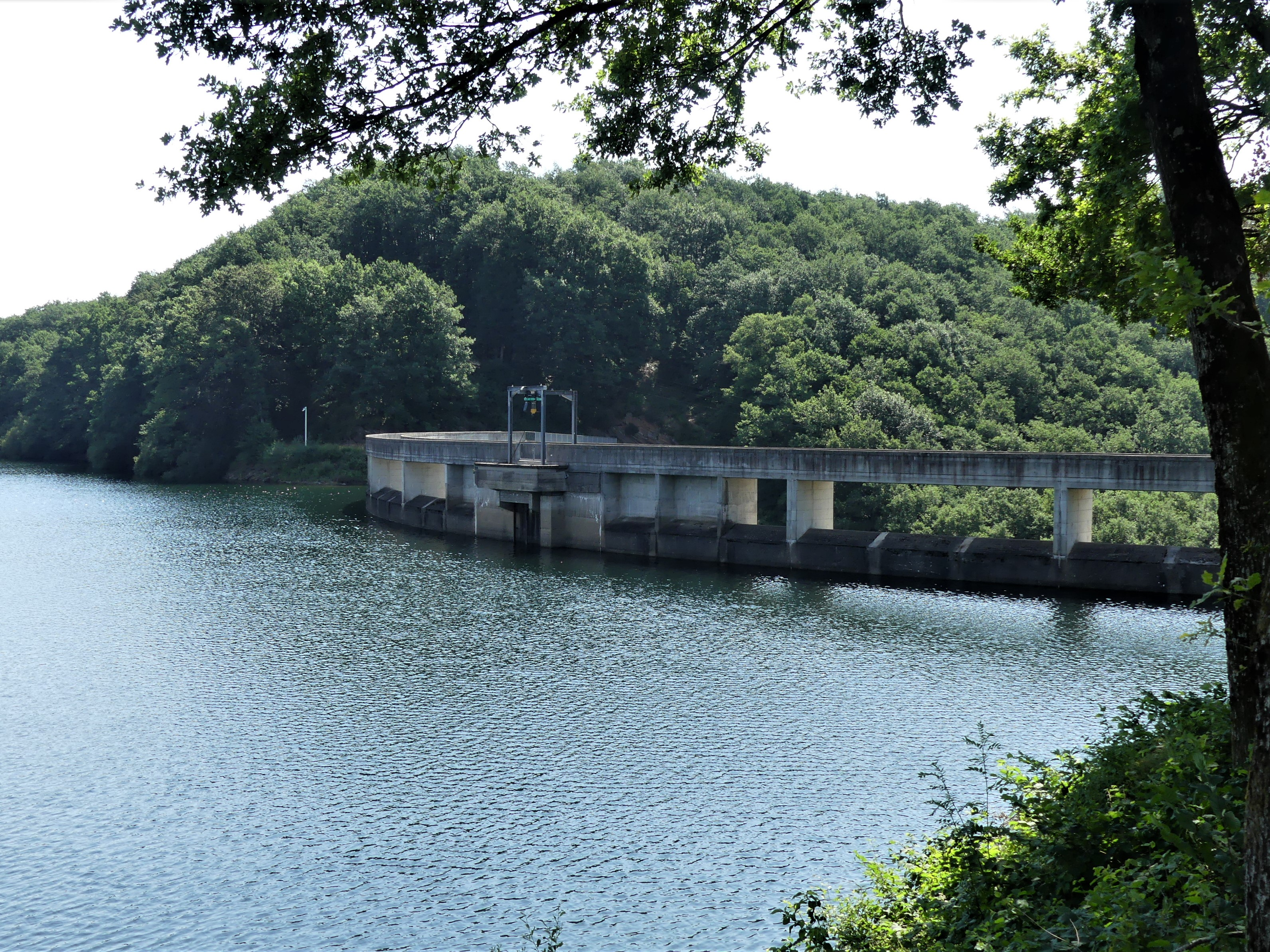
Vu depuis la berge occidentale du lac.
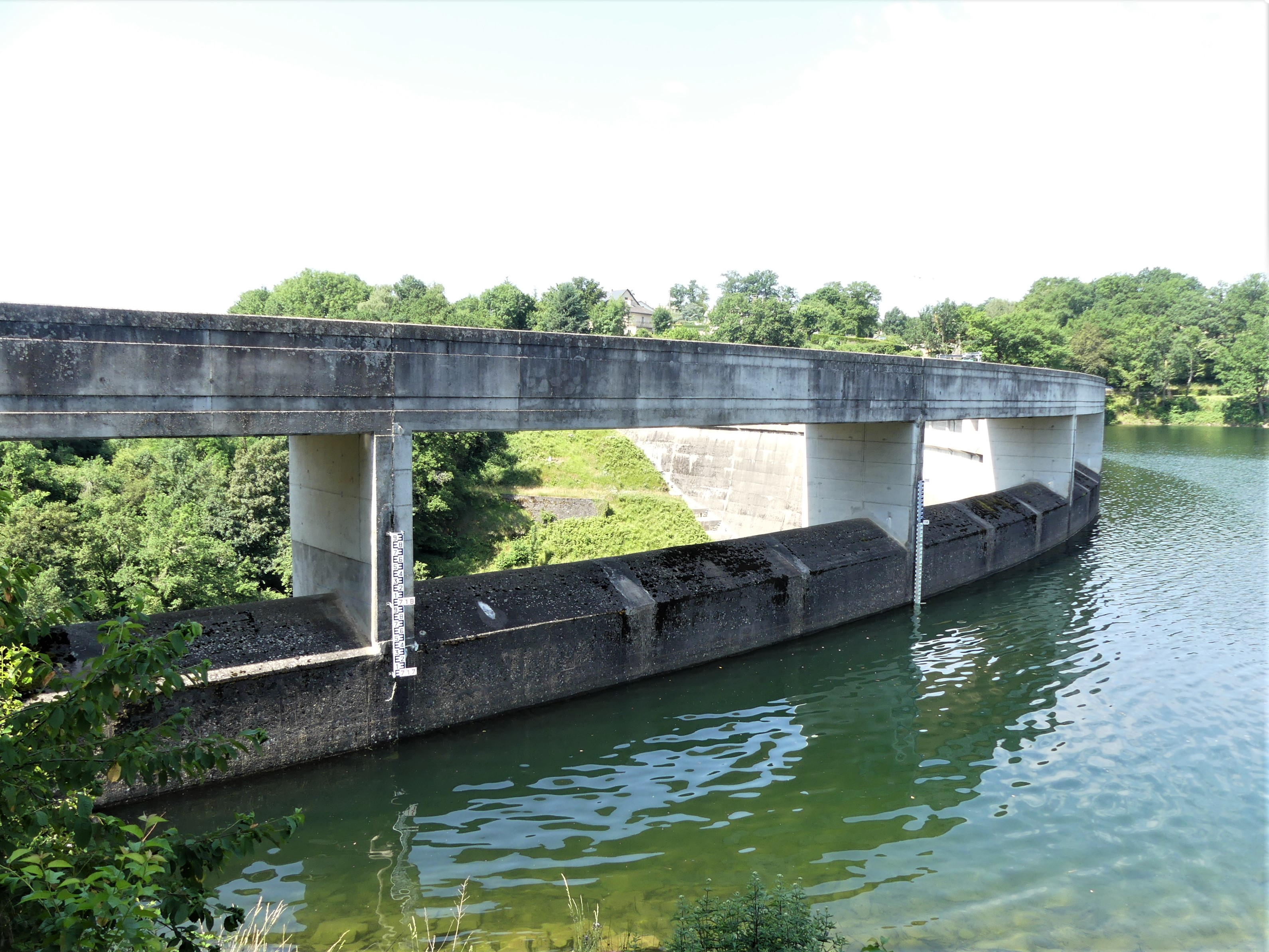
Vu depuis la berge orientale du lac.
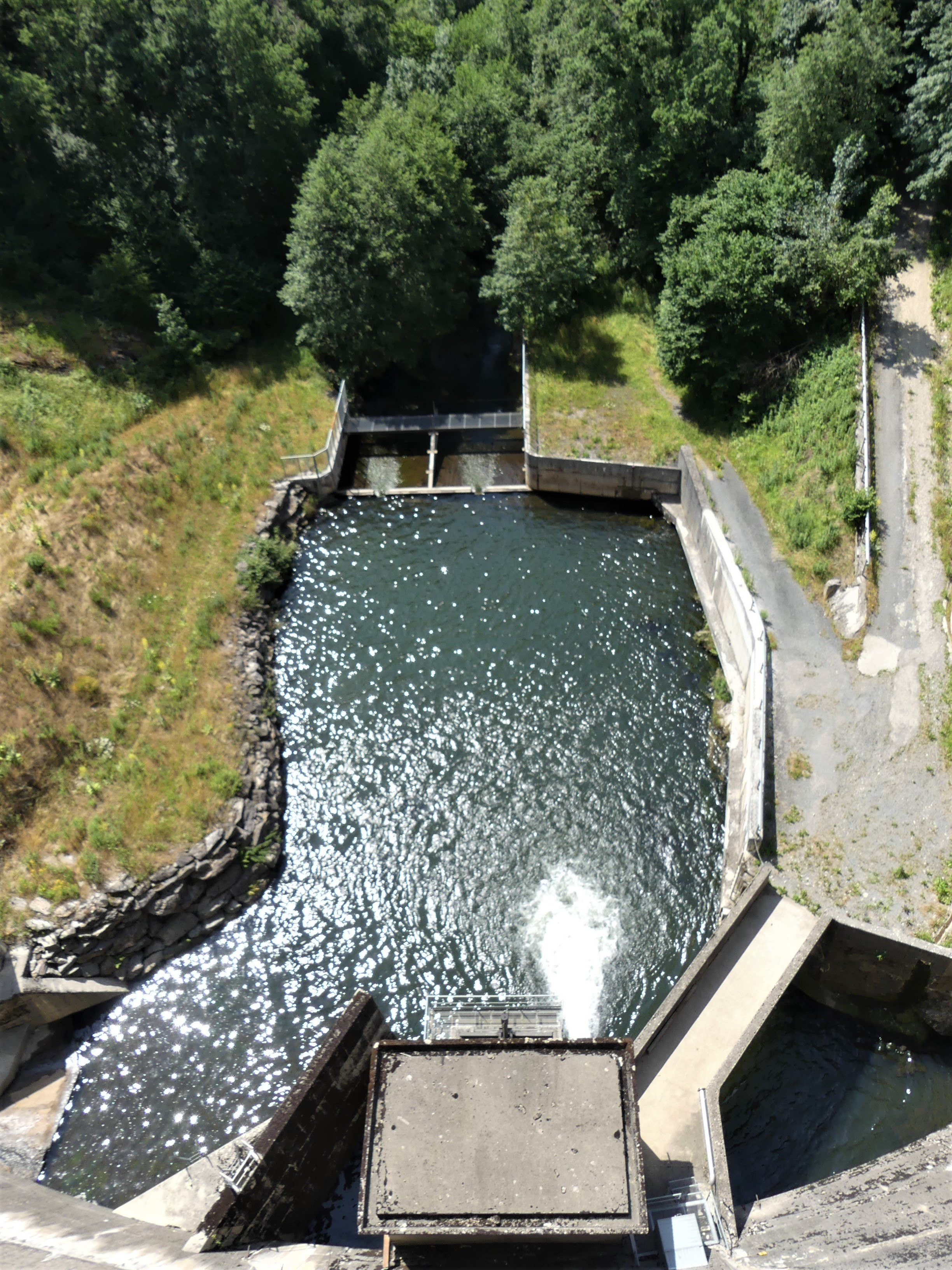
Le Viaur juste à l'aval du barrage.
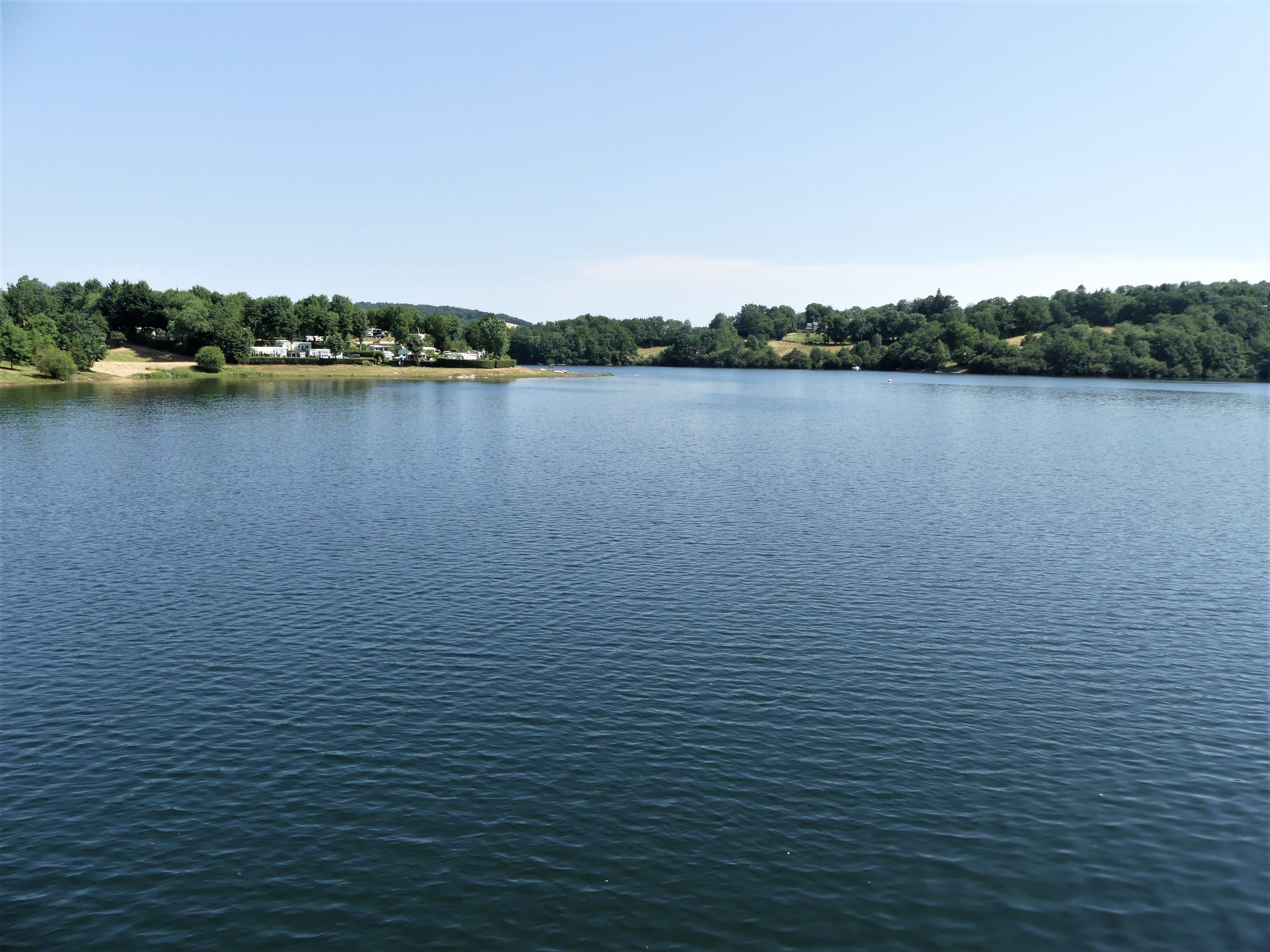
Le lac de Pont-de-Salars vu depuis le barrage.